# 李輝 (將領)
李輝（1962年10月—），中國共產黨政治、軍事人物，中共黨員，中国人民解放军少将軍銜。

## 生平
歷任总政群工办主任、中央军委政治工作部群众工作局局长、全国双拥办副主任、貴州省軍區政治委員、中共貴州省委常委等職務。2023年3月，经中共中央批准，免去中共贵州省委委员、常委职务 ，其后由吳賀憲少將接仼貴州省軍區政委。